# Sandtjärnen (Säbrå socken, Ångermanland, 695466-160293)
Sandtjärnen är en sjö i Härnösands kommun i Ångermanland och ingår i Ångermanälven-Gådeåns kustområde.